# Chris Willock
Christopher « Chris » Anthony Willock, né le 31 janvier 1998 à Waltham Forest, est un footballeur anglais jouant au poste d'ailier à Cardiff City.

## Biographie
Formé à l'Arsenal FC, Chris Willock participe à sa première rencontre avec l'équipe professionnelle à l'occasion d'un match de Coupe de la Ligue anglaise contre le Nottingham Forest  le 20 septembre 2016.
Le 30 juin 2017, il rejoint le Benfica Lisbonne
Le 5 octobre 2020, Willock s'engage avec Queens Park Rangers, sur la base d'un contrat de trois saisons.

## Vie personnelle
Chris Willock a deux frères, Matty Willock et Joe Willock, aussi footballeurs.